# Jazz au Chellah
Jazz au Chellah est un festival de jazz européen et de musiques marocaines organisé à Rabat au Maroc. Créé en 1996 sous le nom de Jazz aux Oudayas et organisé alors dans la salle du musée des Oudayas, il se déroule depuis 2005 sur le site du Chellah.

## Programmation
Chaque année, pendant cinq jours, dix concerts sont proposés au public réunissant des artistes venant de divers pays de l'Union européenne et des musiciens marocains. Le festival de Jazz au Chellah contribue ce faisant à renforcer le dialogue interculturel entre l'Union Européenne et le Maroc.
Chaque soir, la scène du festival devient ainsi le théâtre de rencontres entre des groupes européens et des musiciens marocains.Ces associations ne durent pas seulement le temps du festival, et Jazz au Chellah a permis, depuis sa création, à contribuer à de nouvelles collaborations musicales. Des concerts Jazz européen, musiques marocaines présentés au Chellah ont ainsi voyagé au-delà des murs pour devenir des tournées, des albums ... 

## Organisation
Jazz au Chellah est organisé par l'Union Européenne au Maroc, en partenariat avec les ambassades et instituts culturels des états membres de l'Union européenne, le Ministère marocain de la culture,  et la wilaya de Rabat-Salé-Zemmour-Zaër. 